# Armiańsk
Armiańsk (ukr. Армянськ, Armianśk, krm. Ermeni Bazar, ros. Армянск, Armiansk, orm. Արմիանսկ) –miasto wydzielone (na prawach rejonu) w Republice Autonomicznej Krymu, w Ukrainie, położone na Przesmyku Perekopskim.
W 2014 liczył 21 987 mieszkańców, z czego Rosjanie stanowili 57,88%, Ukraińcy 27,27%, a Tatarzy krymscy 1,32% (pozostała liczba to przedstawiciele 8 innych narodowości).
Założone na początku XVIII wieku przez emigrantów z Perekopu, głównie Ormian i Greków. Początkowo nosiło nazwę Ermeni Bazar (pol. Bazar Ormiański). Pod koniec października 1941 miasto zostało zajęte przez Niemców. Żydzi zostali zmuszeni do noszenia białych opasek z żółtymi gwiazdami Dawida. W okresie od listopada 1941 do marca 1942 40 Żydów zostało zamordowanych przez niemieckie wojska. 8 kwietnia 1944 Armiańsk został wyzwolony przez Armię Czerwoną.
W marcu 2014 roku został zaanektowany przez Federację Rosyjską.